# Sigmund Zerer
Sigmund Zerer (auch Sigismund Zerer, u. ä.; † 1509 oder später) war kurfürstlicher Rat und Kanzler von Brandenburg von 1483 bis 1509.

## Leben
Er stammte aus Hof in Franken, der Heimat der brandenburgischen Kurfürsten. Sein angebliches Geburtsjahr 1444 auf einem alten Bild ist wahrscheinlich falsch. 1452 immatrikulierte sich Zerer in Leipzig und wurde dort drei Jahre später Baccalaureus der Freien Künste. 1472 wurde er unter den Anwärtern auf ein Kanonikat durch Erzherzog Sigmund von Österreich genannt. 1473 promovierte Sigmund Zerer in Padua zum Doktor des kanonischen Rechts.
1474 ist Zerer erstmals als kurfürstlicher Rat von Albrecht Achilles erwähnt, zunächst in Franken, seit 1476 in Brandenburg. 1477 reiste er in dessen Auftrag zum Kaiser nach Wien, im folgenden Jahr zum Erzherzog Maximilian nach Brüssel. Sigmund Zerer war dann als Gesandter und Entscheider in Rechtssachen für den jungen Markgrafen Johann Cicero tätig.
1482 war er Unterkanzler, 1483 dann Kanzler. In dieser Funktion vertrat Sigmund Zerer die Interessen der Kurfürsten gegenüber den brandenburgischen Stände und stärkte deren Herrschaftsposition. Er war an umfangreichen Reformen des Rechtswesens in der Mark beteiligt. Am 2. Januar 1509 wurde Zerer letztmals erwähnt, wahrscheinlich bald darauf starb er.